# Tan (谭)
Tan 谭 is een Chinese achternaam. Bij Chinese Indonesiërs en Chinese Surinamers komt de naam Tan ook vaak voor, maar daarbij is het meestal een romanisatie van de Chinese achternaam Chen 陈. Tan 谭 staat op 293e de plaats van de Baijiaxing en is een van de oudste Chinese achternamen.
Tan kan ook de Chinese achternaam 谭 in het Standaardmandarijnse pinyin zijn.
- Taishanhua: Tom, Thom, Hom of Ham
- Vietnamees: Đàm/Dam
- Koreaans: 담/dam/tam
- Japans: たん (tan), だん (dan)

## Oorsprong van de Táns of Tams 谭
De achternaam Tan 谭 komt oorspronkelijk van de staat Tan die in het huidige Shandong was.

## Bekende personen met de naam Tán of Tam 谭
- Alan Tam (譚詠麟)
- Amy Tan (譚恩美)
- Tan Dun (譚盾)
- Tam Kung (譚公)
- Roman Tam (譚百先, artiestennaam: 羅文)